# Svartå herrgård
Svartå herrgård är en herrgård som ligger nära orten Svartå i Degerfors kommun i Sverige, i tidigare Qvistbro socken. Den är belägen i Nysunds socken vid sjön Lill-Björken, nära Svartåns avflöde från sjön. 
Herrgården har 45 rum och omfattar 1 200 kvadratmeter boyta. Herrgården kom tidigt att fungera som bostad för brukspatronen på Svartå bruk.
Under åren har egendomen ägts av släkterna Falker, Stjerneld, Tersmeden och Fock.

## Historia
Egendomen Svartå sålde Grubb till en Albin Möller som senare köptes av Reinhold Tersmeden. Tersmedens hustru, Christina Börstelia, omgift Cedercreutz, drev vidare bruket efter hans död. Det kom därefter i dottern Anna Maria Termeden-Cedercreutz och Anders Falkers ägo. Hon överlät det senare till, Carl Falker, 1763.

### Ny herrgårdsbyggnad

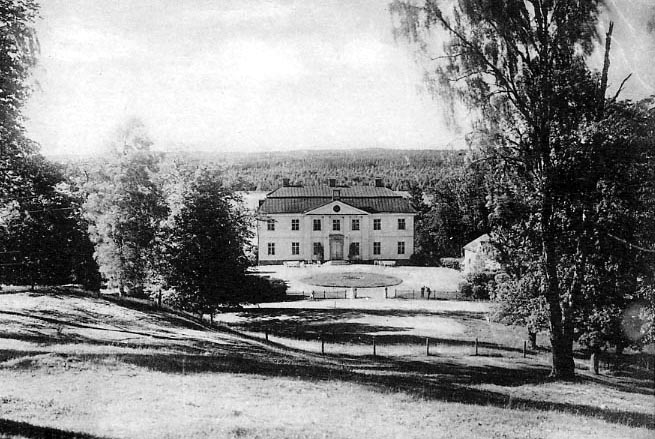
Svartå herrgård, äldre foto.

Herrgården uppfördes av hovmarskalken och Anders Falkers son, Carl Falker, sannolikt under åren 1775–1782. Den är byggd i gustaviansk stil. Byggnaden är uppförd i sten och har två våningar. Det finns även två flyglar i reveterat trä. Herrgården var länge förknippad med ägaren till Svartå bruk, vilket tidigare hörde till herrgården. Efter Falkers död 1795 ärvdes herrgården av hans dotter Christina Falker, gift friherrinna Fock. Herrgården kom därigenom i ätten Focks ägo. Christina Falkers make friherre Per Adolf Fock avled 1827 varpå hans arvingar kom att överta egendomarna.
Under hovmarskalken Carl Falkers ägotid anlade han parken och trädgården på Svartå herrgård.
Herrgården restaurerades 1950. Bottenvåningen domineras av fem salonger i fil, varav den nuvarande matsalen är det stora paradrummet. I samband med restaureringen tog man fram ursprungliga väggdekorationer som varit övertäckta. I sviten av salonger ingår också Lilla matsalen och Friherrinnans blomsterrum.[källa behövs]
Till herrgården hör också en vacker park belägen intill Lillbjörken.

### Senare ägare
Från 1925 var herrgården pensionat och hushållsskola. Från 1946 drivs Svartå herrgård som hotell och konferensanläggning av familjen Frantzén. Till verksamheten tillhör även Villa Lugnsbo, några hundra meter från herrgården. Villan var ett residens för ägarna av Svartå bruk från omkring sekelskiftet 1900.[källa behövs]
Åren 1946–2016 ägdes herrgården av familjen Frantzén. Därefter fungerade herrgården som flyktingförläggning.
Ägare till herrgården är sedan 2021 författarna Thomas och Christina Erikson.

## Svartåsviten
Svartåsviten är en bokserie som planeras omfatta 21 böcker av Christina Erikson. Den handlar om herrgården och om kvinnorna som styrt och verkat på herrgården sedan 1700-talet. Första delen utkom år 2023.

### Övriga källor
- Liten historik över Svartå herrgård. Utgiven av Svartå herrgård.
- Bengt G. Söderberg: Slott och herresäten i Sverige: Närke Västmanland, s. 202-207. Allhems förlag, Malmö 1969.